# Otto valvole
Otto valvole is de Italiaanse (otto=acht) benaming voor viertaktmotoren met acht kleppen.
De naam werd bijvoorbeeld gebruikt voor de Ducati 851-888-916-926-955-996 serie en de Moto Guzzi 1000 Daytona.